# San José de Cupertino (título cardenalicio)
El título cardenalicio de San José de Cupertino (en italiano: San Giuseppe da Copertino) fue creado por el Papa Francisco en el consistorio del 14 de febrero de 2015. El título radica en la iglesia de José de Cupertino del distrito de Cecchignola en Roma.

## Titulares
- José Luis Lacunza Maestrojuán, O.A.R., desde el 14 de febrero de 2015.